# Ihuatzio

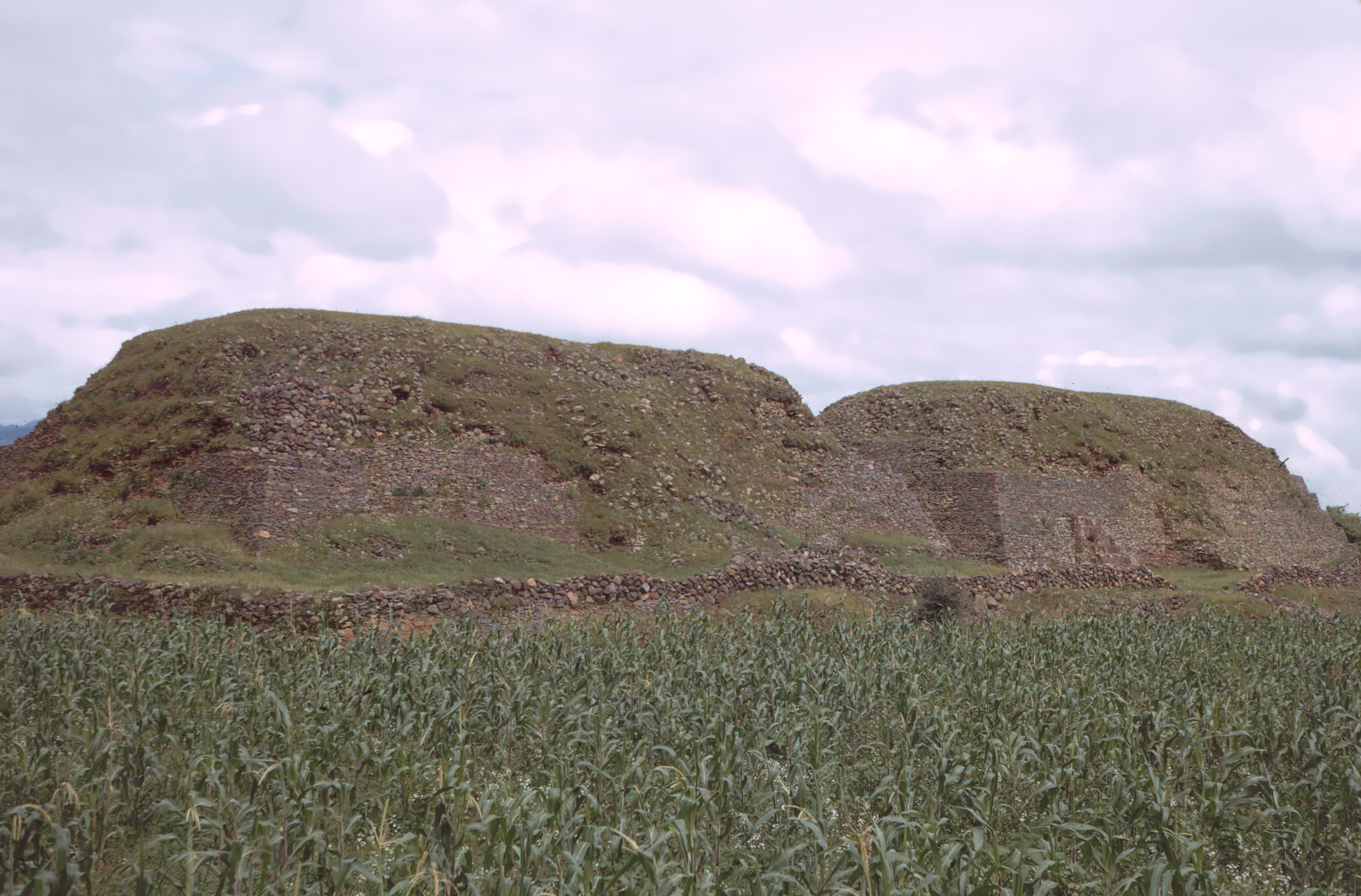
Le basi delle due piramidi

Ihuatzio è un antico sito archeologico localizzato nello stato messicano del Michoacán, a circa 5 km dalla località di Pátzcuaro.
La città, il cui nome in lingua p'urhépecha vuold dire luogo dei coyote, fu la capitale dei Taraschi prima di Tzintzuntzán ed aveva una superficie complessiva di 1,3 km² ed oltre 5.000 abitanti. 
Sulla grande piazza cerimoniale, circondata da alte mura, si possono vedere le basi di due piramidi, restaurate recentemente; poco oltre tre yácatas non ancora totalmente portate alla luce.